# Club Náutico de Luanco
El Club Náutico de Luanco es un club náutico dedicado a la práctica y promoción del remo en la localidad asturiana de Luanco (Gozón), España. 

## Historia
El club se fundó en 1953. A lo largo de su historia ha tenido periodos de mayor y menor actividad, logrando sus deportistas algunas victorias importantes. 
En traineras, ha sido junto a Castropol el único participante de Asturias en competición. Mientras Castropol participa en la Liga Gallega de Traineras, Luanco lo ha hecho hasta 2013 en la Liga ARC-2. Ha conseguido alguna victoria, pero sin alcanzar el nivel que se logró en los años 1980. En 2005 la trainera del club obtuvo el cuarto puesto en la Bandera Ayuntamiento de Gozón como mejor puesto, compitiendo en tres regatas. En 2006 no salió al agua, pero volvió en 2007, compitiendo en tres regatas y logrando la victoria en la Bandera Festival Intercéltico de Avilés. En 2008 participó en veinte regatas, compitió en la Liga ARC-2 y logró una victoria (la Contrarreloj de Luanco). En 2009, de nuevo en la Liga ARC-2, compitió otra vez en veinte regatas, logrando el segundo puesto en la Contrarreloj El Socorro. En 2010 lleva quince regatas disputadas, compite en la Liga ARC-2 y el segundo puesto en la Contrarreloj El Socorro es su mejor clasificación.
En bateles, el club tuvo su mejor época en los años 1970, cuando logró un subcampeonato (1972) y dos terceros puestos (1974 y 1978) en el Campeonato de España. En trainerillas ganó dos Campeonatos de Asturias (1987 y 1988).

## Palmarés

### Competiciones nacionales
- Subcampeonato de España de bateles (1): 1972.

### Competiciones Regionales
- Campeonato de Asturias de traineras (2): 1982 y 1988.
- Campeonato de Asturias de trainerillas (2): 1987 y 1988.
- Campeonato de Asturias de bateles (4): 1987, 2010, 2013 y 2018.

### Banderas
- 1 Bandera Villa de Gijón: 1982.
- 1 Bandera Festival Intercéltico de Avilés: 2007.
- 1 Contrarreloj El Socorro: 2008.

- Datos: Q3391501